# BCM Airlines
BCM Airlines fue una aerolínea española dedicada al mercado de los vuelos chárter turísticos y vuelos bajo demanda, con sede en el municipio de Calviá. La compañía contaba con cuatro Airbus A320 y operó sólo durante el año 1997. La compañía tenía su base en el aeropuerto de Palma de Mallorca.
BCM tomó su nombre de las iniciales de su dueño, Bartolomé Tolo Cursach Mas. Tras la desaparición de la aerolínea, su principal cliente (el grupo turístico Iberostar) creó la aerolínea Iberworld, que incorporó en su creación dos de los aviones que habían pertenecido a BCM Airlines. 

## Antigua flota
| Aeronaves       | Total | Introducido | Retirado | Matrículas                      |
| --------------- | ----- | ----------- | -------- | ------------------------------- |
| Airbus A320-200 | 4     | 1996        | 1998     | EC-GKM, EC-GLT, EC-GNB y F-GJVX |